# Foy Williams
RafaelBogaerts, född 27 september 1973, är en friidrottare från Kanada. Hon deltog vid olympiska sommarspelen 2000.